# Симферопольская ТЭЦ
Симферопольская ТЭЦ — теплоэлектроцентраль, обеспечивающая 40 % от общегородской потребности в тепловой энергии Симферополя, в том числе посёлки Грэсовский, Комсомольское, Аэрофлотский и частично Молодёжное. Симферопольская ТЭЦ является главным резервно-аварийным источником электроэнергии на полуострове. Электрическая мощность ТЭЦ — 100 МВт, тепловая мощность — 490,1 Гкал/ч.
Ежегодная выработка электроэнергии — 600 млн кВт·ч, тепла — 300 тыс. Гкал.

## История
Строительство электростанции началось в 1956 году.

30 декабря 1958 года Симферопольская ГРЭС выдала первый промышленный ток. Строительство первой очереди было завершено за 16 месяцев. Установленная паровая мощность составляла 160 т/ч, электрическая — 50 МВт.
Вторая очередь была построена в 1959—1961 годах и включала в себя котлы № 2 и № 3 с установленной паровой мощностью по 160 т/ч каждый и турбину № 2 — мощностью 50 МВт.
В 1978 году, после проведённой реконструкции, электростанция увеличила отпуск тепла и начала работу в режиме ТЭЦ.
В связи переходом на новый режим работы, 14 октября 1981 года станция была переименована в «Симферопольскую ТЭЦ».
В 1984 и 1986 годах введены в эксплуатацию двухвальные газотурбинные установки типа  ГТ-100-3М № 1 и № 2 производства «ЛМЗ» общей мощностью 210 МВт и КПД — 29,0 %. Стоимость работ составила 23 млн рублей. Установки были предназначены для покрытия пиков электрической нагрузки и работы в электрических сетях в условиях частых пусков и остановок. Ресурс — 1000 часов в год. В начале 1990-х годов они были выведены из эксплуатации, а потом демонтированы. Такие же манёвренные газотурбинные установки в 1980—1991 гг. были введены в эксплуатацию и на Ивановской ГРЭС. Из-за высокой себестоимости их постигла такая же судьба как и на Симферопольской ТЭЦ. С 1996 года они не работали, а декабре 2002 года они были выведены из состава действующего оборудования.
После реконструкции в конце 1990-х — начале 2000-х мощность станции выросла с 68 МВт до 94-95 МВт.
Весной 2014 года Симферопольская ТЭЦ работала с мощностью 68-70 МВт. К осени, после «внедрения определённых технологических новшеств» фактическая мощность возросла до 92-96 МВт.
28 ноября 2015 года, после ремонта турбины, ТЭЦ вышла на нагрузку 100—105 МВт.
В 2014 году электростанция выработала 518,3 млн кВт·ч электроэнергии, в 2015 году — 559,5 млн кВт·ч.
В 2016 году были реконструированы градирни и произведена замена трубных пучков конденсаторов турбин № 1 и № 2, что позволило достичь глубокого вакуума и повысить экономичность работы турбин.
В общей сложности за 2,5 года, в результате проведённых ремонтов и модернизаций, максимальная электрическая мощность была увеличена на 8 МВт, в августе 2016 года она достигла 100 МВт.

## Модернизация
В апреле 2015 года было заключено соглашение между собственником станции[кто?] и правительством Республики Крым о реконструкции ТЭЦ, предусматривающей увеличение мощности станции на 230 МВт. Ориентировочная стоимость проекта — 16 млрд рублей.
Параллельно, государством велись работы по строительству парогазовой Симферопольской ТЭС. В частности инвестиционная программа «Крымэнерго» предусматривает строительство высоковольтной линии 220 кВ от тепловой электрической станции Симферопольская — подстанции Симферопольская.
В мае 2020 года был объявлен тендер на выполнение работ по модернизации Симферопольской ТЭЦ. Завершение работ запланировано на 2024 год.